# Procedura di Faddeev-Popov
Nella teoria quantistica dei campi, in particolare nel formalismo del integrale sui cammini, la procedura di Faddeev-Popov è una procedura matematica utilizzata per quantizzare correttamente i campi di gauge. Prende il nome dai fisici russi Ljudvig Dmitrievič Faddeev e Victor Popov.

## Problemi nella quantizzazione dei campi di gauge
A differenza dei campi scalari e dei campi fermionici la quantizzazione dei campi di gauge richiede una particolare attenzione dovuta proprio alla presenza della simmetria di gauge. In particolare nel caso del formalismo del path integral si deve risolvere l'integrale:
{\displaystyle {\mathcal {Z}}=\int DAe^{-S_{GI}}}
con {\displaystyle DA} la misura relativa al campo di gauge {\displaystyle A_{\mu }} e  {\displaystyle S_{GI}} l'azione gauge invariante. L'integrale in questa forma è mal definito e diverge in quanto si integra su tutte le possibili trasformazione di gauge di uno stesso campo {\displaystyle A_{\mu }} e non è presente una soppressione di tipo gaussiano che annulla i contributi delle trasformazioni che mandano {\displaystyle A_{\mu }} all'infinito. Questo problema può essere risolto discretizzando su reticolo la teoria mediante la procedura di Wilson ridefinendo i campi di gauge fondamentali come degli elementi del gruppo di gauge e non della sua algebra, ottenendo in questo modo un integrale definito su un gruppo compatto. Alternativamente è possibile rimanere nel continuo modificando l'azione come proposto da Faddeev e Popov.

## Procedura per campi non abeliani[1]
Per campi di Yang-Mills con gruppo di simmetria {\displaystyle SU(N)} l'azione gauge invariante nell'euclideo è definita come
{\displaystyle {\mathcal {S}}_{GI}={\frac {1}{2g_{0}^{2}}}Tr(F_{\mu \nu }F_{\mu \nu })}
La funzione di partizione è quindi
{\displaystyle {\mathcal {Z}}_{GI}=\int DAe^{-{\mathcal {S}}_{GI}}}
con {\displaystyle DA=\prod _{x,a,\mu }\delta A_{\mu }^{a}(x)}
Impongo una condizione di gauge fixing che chiamo {\displaystyle f(A_{\mu })=0}; in particolare scelgo il gauge di Lorentz:
{\displaystyle f(A_{\mu })=\partial _{\mu }A_{\mu }}
Definisco il fattore di Faddeev-Popov {\displaystyle \Delta f(A_{\mu })} tale che:
{\displaystyle \Delta f(A_{\mu })\int DG\delta (f(A_{\mu }^{G}))=1\qquad \qquad \qquad \qquad (1)}
con {\displaystyle DG} la misura di Haar relativa alla trasformazione di gauge del tipo
{\displaystyle A_{\mu }^{G}=G(x)A^{\mu }G^{\dagger }(x)+iG(x)\partial _{\mu }G^{\dagger }(x)}
con {\displaystyle G(x)=e^{ig^{a}(x)T^{a}}} elemento di {\displaystyle SU(N)}. Per definizione la misura di Haar è gauge invariante. Si dimostra facilmente che anche il fattore di Faddeev-Popov è invariante di gauge:
{\displaystyle \Delta f(A_{\mu })=\Delta f(A_{\mu }^{G})}
Moltiplico la funzione di partizione per {\displaystyle (1)}
{\displaystyle {\mathcal {Z}}_{GI}=\int DAe^{-{\mathcal {S}}_{GI}}\Delta f(A_{\mu })\int DG\delta (f(A_{\mu }))}
Poiché l'integranda è costante in {\displaystyle G} si può svolgere l'integrale in {\displaystyle DG} ottenendo una costante moltiplicativa che trascuro definendo
{\displaystyle {\mathcal {\tilde {Z}}}=\int DAe^{-{\mathcal {S}}_{GI}}\Delta f(A_{\mu })\delta (f(A_{\mu }))}
Cambio condizione di gauge fixing passando al gauge di Landau
{\displaystyle f(A_{\mu })=\partial _{\mu }A_{\mu }-\Lambda =0}
Espandendo al primo ordine la legge di trasformazione del campo {\displaystyle A_{\mu }} si ottiene che 
{\displaystyle \partial _{\mu }A_{\mu }^{G}=\partial _{\mu }D_{\mu }g+\partial _{\mu }A_{\mu }=\partial _{\mu }D_{\mu }g+\Lambda }
con {\displaystyle D_{\mu }} derivata covariante che agisce sulla rappresentazione aggiunta
{\displaystyle D_{\mu }g=\partial _{\mu }g-i[A_{\mu },g]}
Di conseguenza si ottiene che 
{\displaystyle f(A_{\mu }^{G})=\partial _{\mu }D_{\mu }g}
Dalla definizione del fattore di Faddeev-Popov, sfruttando le proprietà della delta di Dirac si ricava che
{\displaystyle \Delta f(A_{\mu }^{G})=\left|det\left({\frac {\delta f(A_{\mu }^{G})}{\delta g}}\right)\right|=det(\partial _{\mu }D_{\mu })}
Poiché nella derivata covariante compare il campo {\displaystyle A_{\mu }} la presenza del fattore di Faddeev-Popov nel path-integral modifica completamente l'integrale. Dagli integrali noti in teoria di campo il determinate di una matrice può essere scritto come integrale su variabili di Grassmann
{\displaystyle det(A)=\int da^{\dagger }dae^{-a^{\dagger }Aa}}
con {\displaystyle a^{\dagger },a\in G}
Introduco due campi anticommutanti {\displaystyle {\bar {C}},C} detti ghost di Faddeev-Popov tali che
{\displaystyle \Delta f(A_{\mu })=det(\partial _{\mu }D_{\mu })=\int D{\bar {C}}DCe^{-{\mathcal {S}}_{FP}}}
con
{\displaystyle {\mathcal {S}}_{FP}=-{\frac {2}{g_{0}^{2}}}Tr({\bar {C}}\partial _{\mu }D_{\mu }C)}
azione di Faddeev-Popov. I campi {\displaystyle {\bar {C}},C} sono campi anticommutanti nonostante siano campi scalari complessi e violano quindi il teorema spin-statistica. Questo non è in realtà un problema, infatti ai ghost non sono associate particelle reali. Tornando alla funzione di partizione questa diventa
{\displaystyle {\mathcal {\tilde {Z}}}=\int DAD{\bar {C}}DCe^{-{\mathcal {S}}_{GI}-{\mathcal {S}}_{FP}}\delta (\partial _{\mu }A_{\mu }-\Lambda )}
Moltiplicando la funzione di partizione per un fattore gaussiano in {\displaystyle \Lambda } si ottiene la soppressione necessaria per rendere l'integrale convergente. Ridefinisco quindi la funzione di partizione come
{\displaystyle {\mathcal {Z}}=\int DAD{\bar {C}}DCd\Lambda e^{-{\mathcal {S}}_{GI}-{\mathcal {S}}_{FP}}e^{-{\frac {1}{g_{0}^{2}\alpha }}\Lambda ^{2}}\delta (\partial _{\mu }A_{\mu }-\Lambda )}
Il parametro {\displaystyle \alpha } può assumere qualsiasi valore reale, in particolare nel caso {\displaystyle \alpha =1} si parla di gauge di Feynman. Integrando in {\displaystyle d\Lambda } si ottiene il risultato finale della procedura di Faddeev-Popov, una funzione di partizione ben definita convergente
{\displaystyle {\mathcal {Z}}=\int DAD{\bar {C}}DCe^{-{\mathcal {S}}_{GI}-{\mathcal {S}}_{FP}-{\mathcal {S}}_{GF}}}
con 
{\displaystyle {\mathcal {S}}_{GF}={\frac {1}{g_{0}^{2}\alpha }}(\partial _{\mu }A_{\mu })^{2}}